# 제77회 아카데미상
제77회 아카데미상(영어: 77th Academy Awards)은 영화 예술 과학 아카데미 (AMPAS)가 주최하는 상이며, 2004년 영화를 대상으로 2005년 2월 27일에 캘리포니아주 로스앤젤레스 할리우드의 코닥 극장에서 시상식이 행해졌다. 사회자는 배우 크리스 락이다.

## 수상 및 후보
2005년 1월 25일에 캘리포니아주 비벌리힐스의 새뮤얼 골드윈 극장에서 아카데미 회장 프랭크 피어슨과 배우 애드리언 브로디에 의해 후보가 발표되었다. 《에비에이터》가 11개 부문으로 최다 수상 후보작이 되었고; 《네버랜드를 찾아서》와 《밀리언 달러 베이비》가 각 7개 부문으로 타이를 이루었다.
수상은 2005년 2월 27일 시상식에서 발표되었다. 클린트 이스트우드는 74세의 나이로 오스카 역사상 감독상을 수상한 가장 나이 많은 인물이 되었다. 《에비에이터》의 감독을 맡아 수상을 하지 못한 후보자 마틴 스코세이지는 로버트 앨트먼, 클래런스 브라운, 앨프리드 히치콕, 킹 비더와 함께 감독상 부문에서 수상을 하지 못한체 가장 많이 후보에 오른 인물 대열에 합류했다. 남우주연상 수상자 제이미 폭스는 한 해에 연기 부문 상에 모두 후보로 오른 10번째 인물이자 두 개의 부분에 후보에 올라 그 중 상을 수상한 두 번째 남자 배우가 되었다. 캐서린 헵번 역 연기 덕으로 수상한, 여우조연상 수상자 케이트 블란쳇은 이전의 오스카상 수상자를 연기한 첫 번째 인물이 되었다. 《모터싸이클 다이어리》의 "Al otro lado del río"는 주제가상을 수상한 두 번째 비영어 가사 곡이 되었다. 첫 번째 수상작은 제33회 아카데미상에서 수상한 1960년의 영화 《일요일은 참으세요》과 이름이 같은 곡이다.

### 수상
수상자는 굵은 글씨 표시를 해놓았다.
| 작품상 | 감독상 |
| --- | --- |

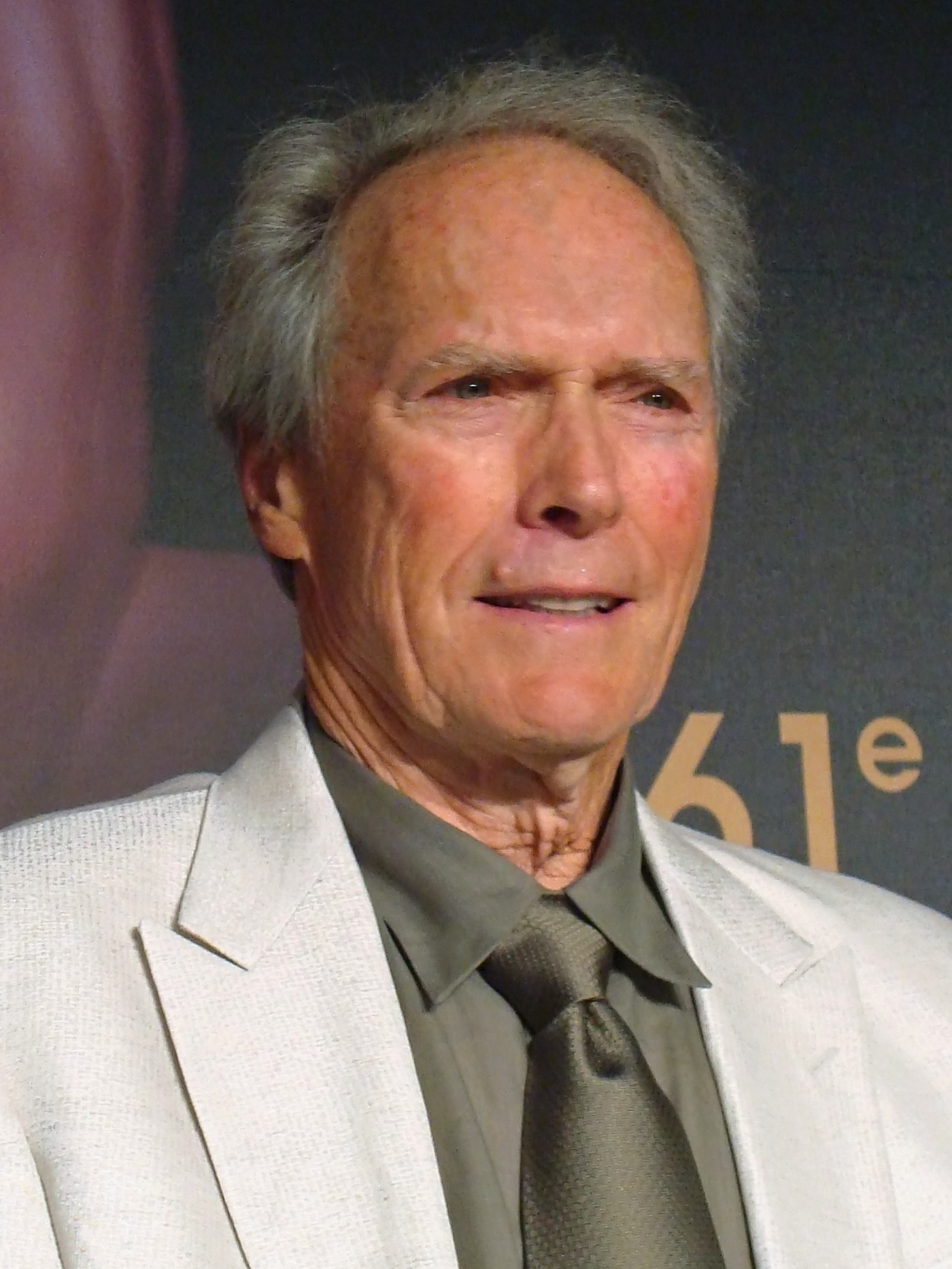
감독상 수상자 클린트 이스트우드

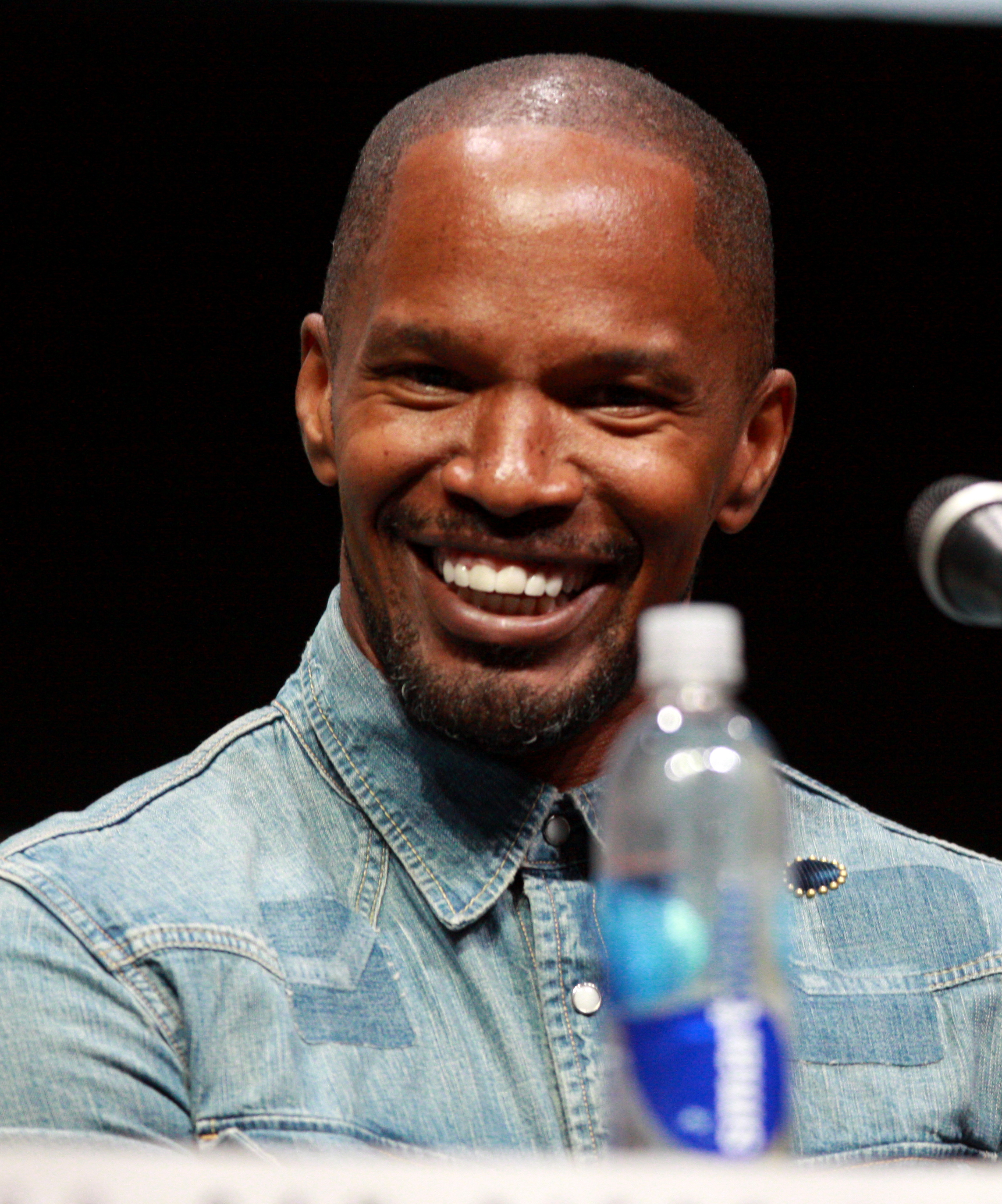
남우주연상 수상자 제이미 폭스

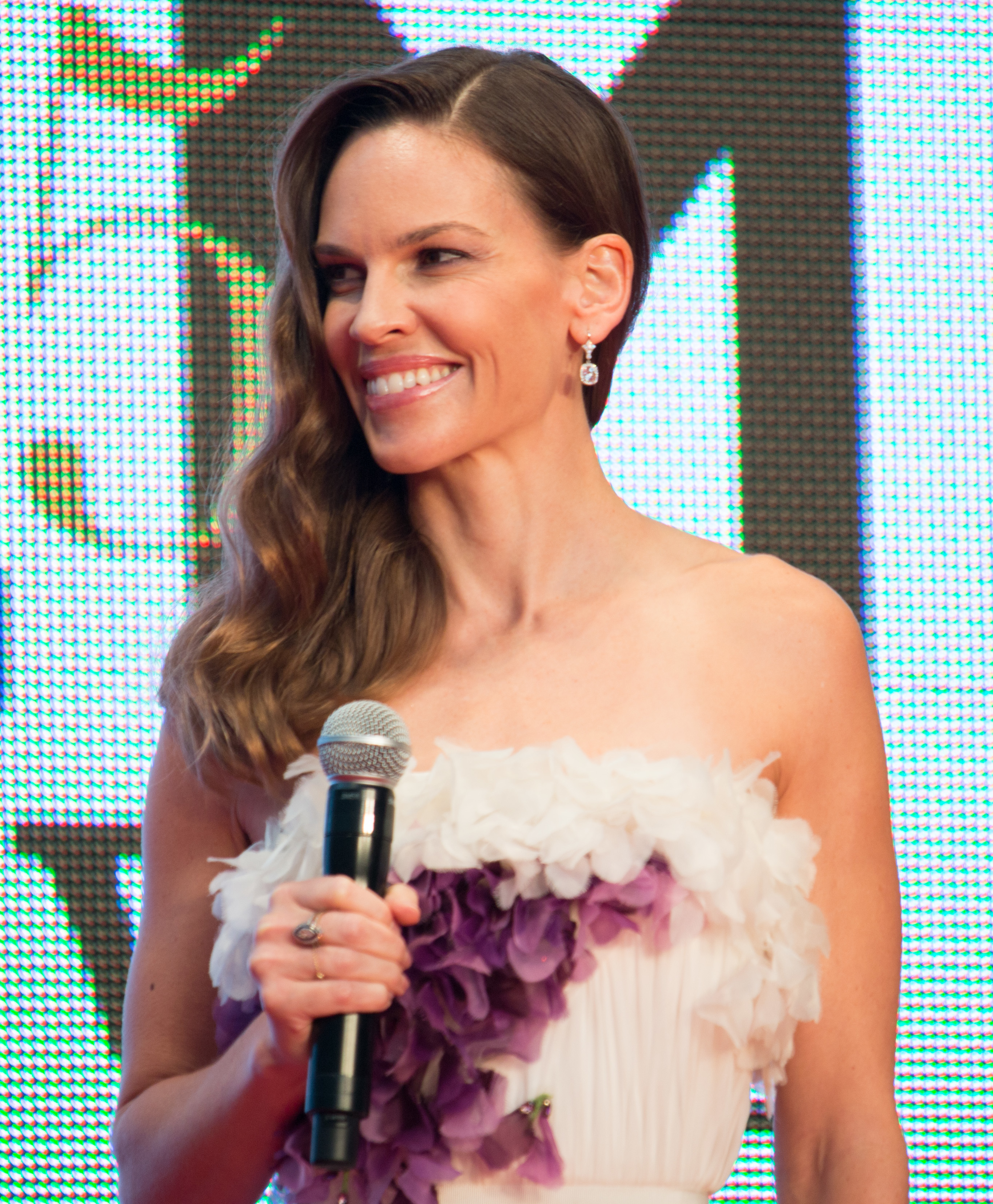
여우주연상 수상자 힐러리 스웽크

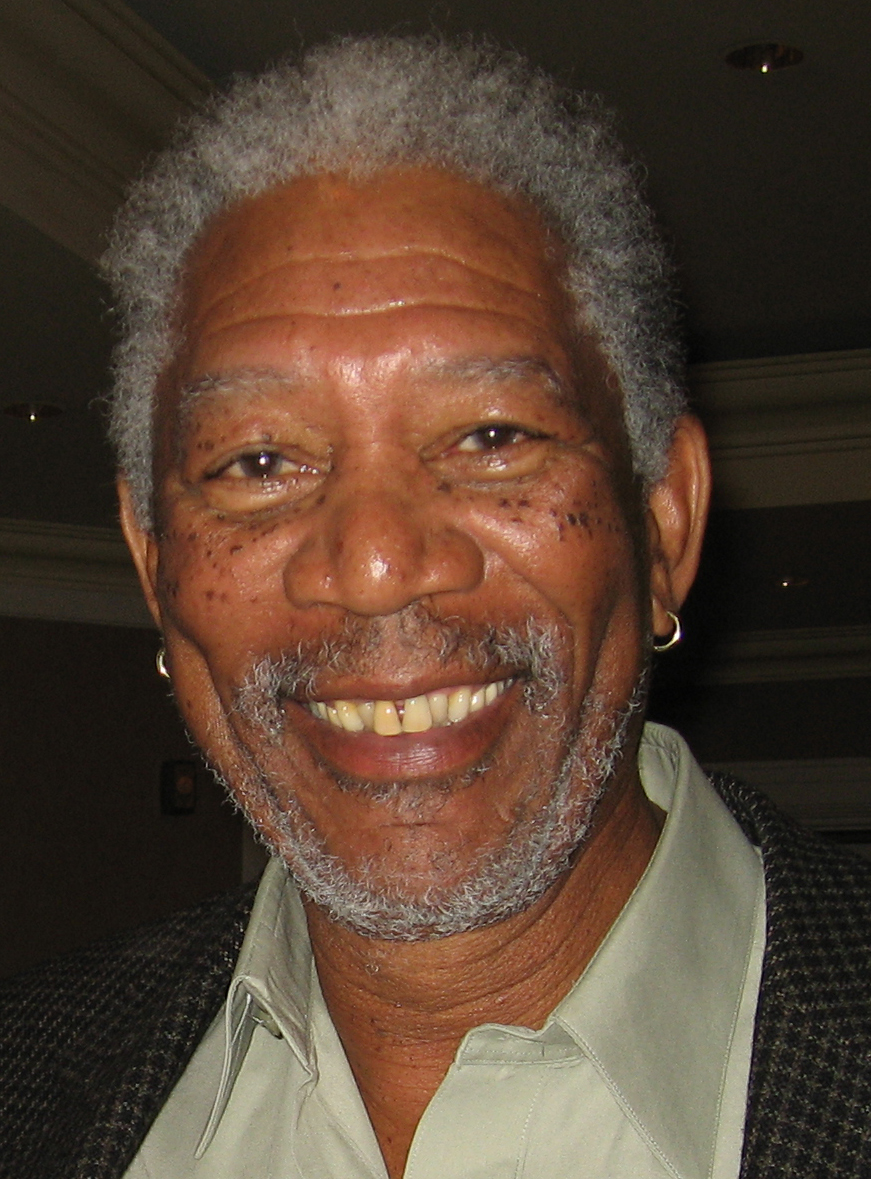
남우조연상 수상자 모건 프리먼

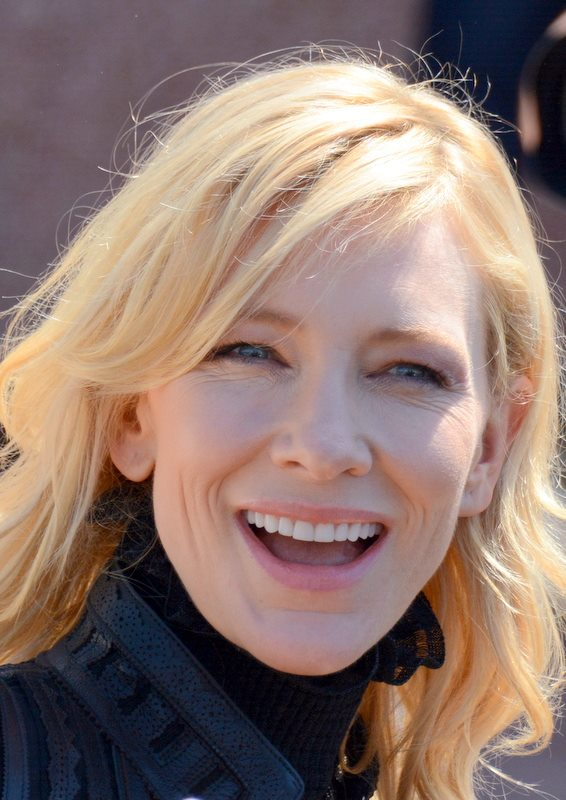
여우조연상 수상자 케이트 블란쳇

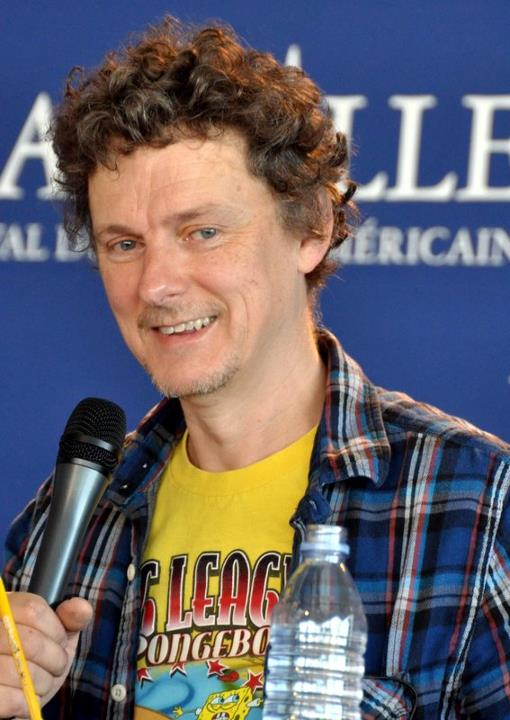
각본상 공동 수상자 미셸 공드리

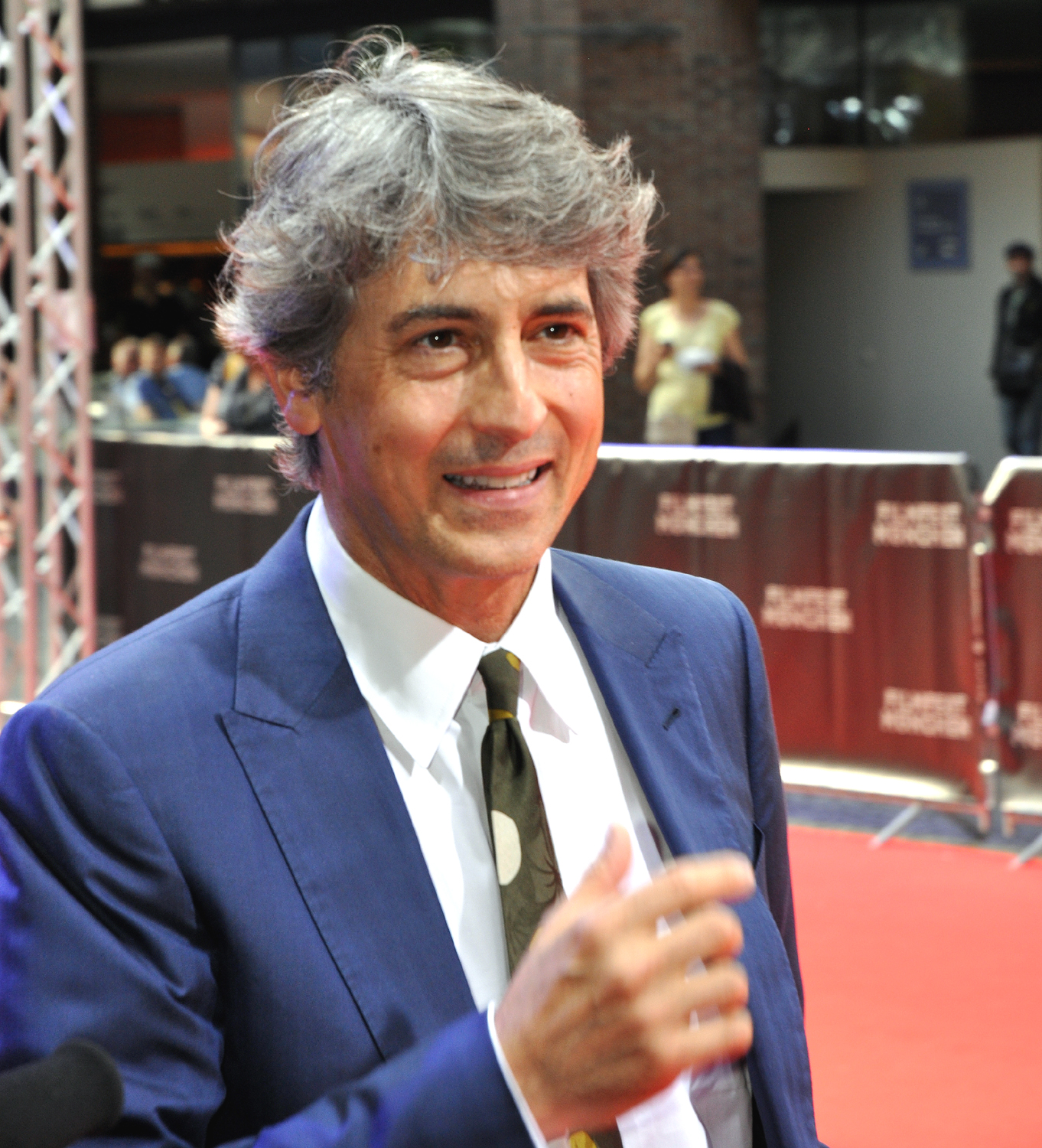
각색상 공동 수상자 알렉산더 페인

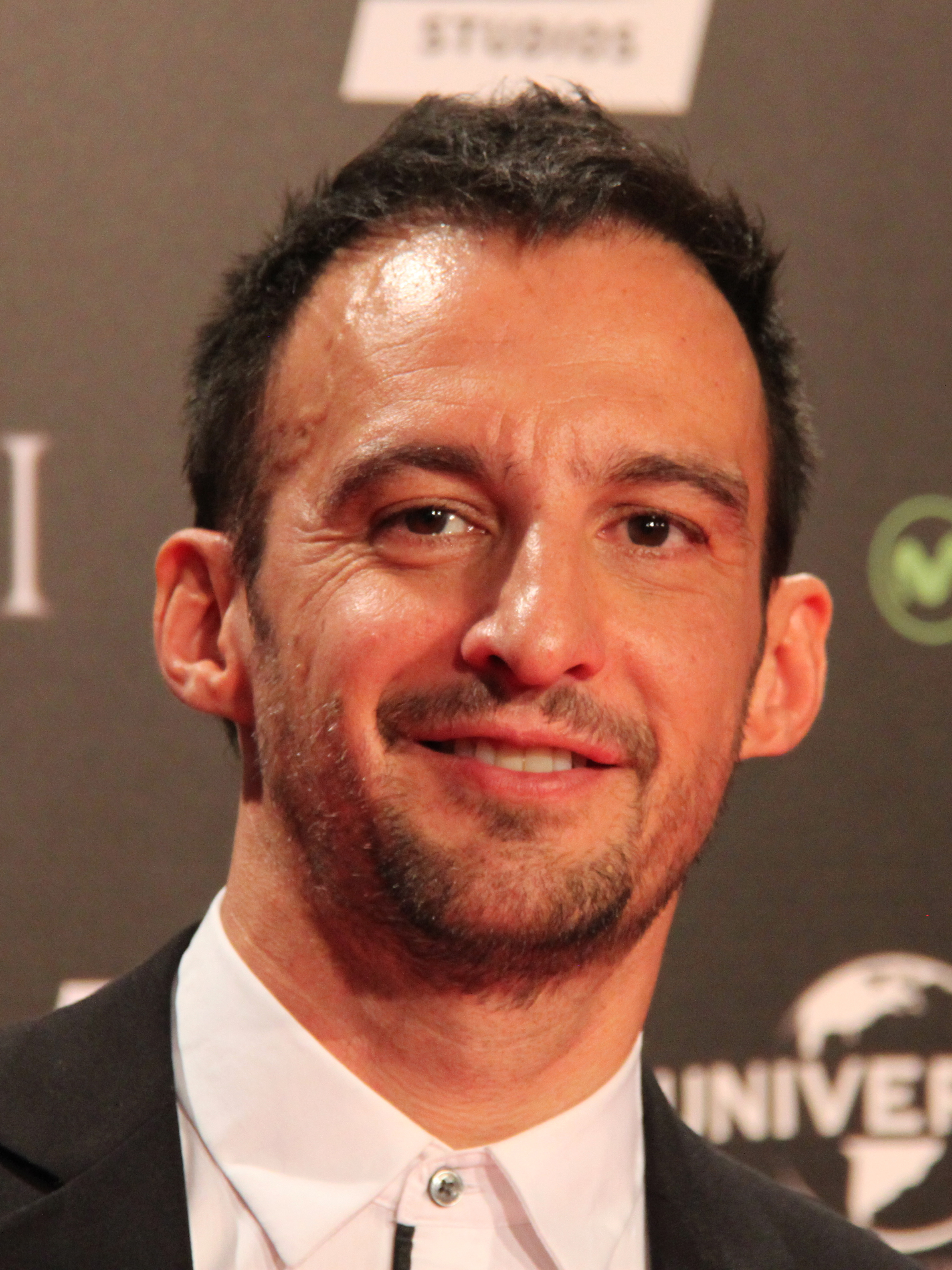
외국어 영화상 수상자 알레한드로 아메나바르

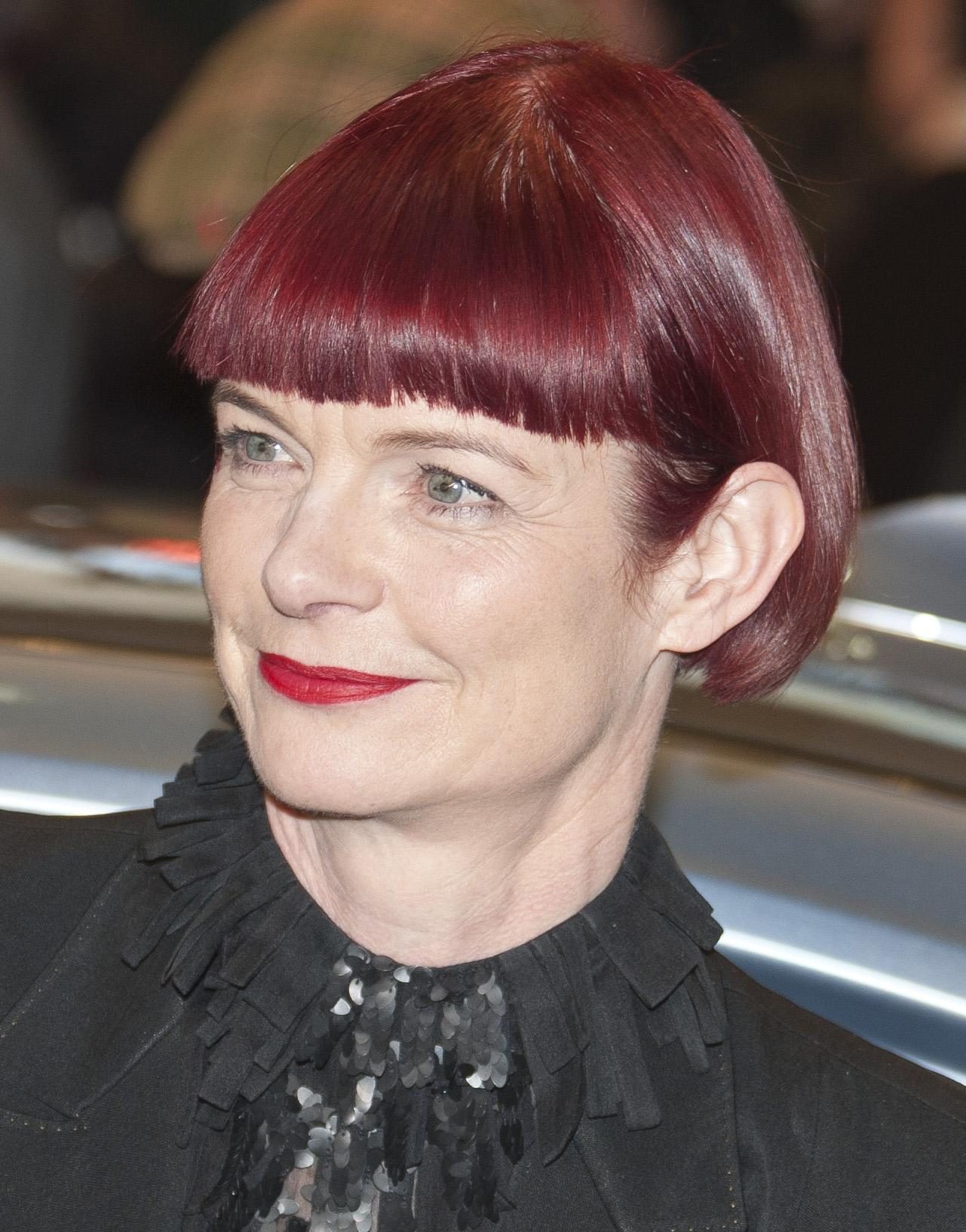
의상상 수상자 샌드 포웰

| - 《밀리언 달러 베이비》 – 제작자 클린트 이스트우드, 앨버트 S. 루디, 톰 로센버그 - 《에비에이터》 – 제작자 마이클 만, 그레이엄 킹 - 《네버랜드를 찾아서》 – 제작자 리처드 N. 글래드스타인, 넬리 벨플라워 - 《레이》 – 제작자 테일러 핵퍼드, 스튜어트 벤저민, 하워드 볼드윈 - 《사이드웨이》 – 제작자 마이클 런던                                                                                      | - 클린트 이스트우드 – 《밀리언 달러 베이비》 - 마틴 스코세이지 – 《에비에이터》 - 테일러 핵포드 – 《레이》 - 알렉산더 페인 – 《사이드웨이》 - 마이크 리 – 《베라 드레이크》 |
| 남우주연상 | 여우주연상 |
| - 제이미 폭스 – 《레이》 - 레이 찰스 - 돈 치들 – 《호텔 르완다》 - 폴 루세사바지나 - 조니 뎁 – 《네버랜드를 찾아서》 - 제임스 매슈 배리 - 리어나도 디캐프리오 – 《에비에이터》 - 하워드 휴즈 - 클린트 이스트우드 – 《밀리언 달러 베이비》 - 프랭키 던 | - 힐러리 스왱크 – 《밀리언 달러 베이비》 - 마거릿 "매기" 피츠제럴드 - 아넷 베닝 – 《빙 줄리아》 - 줄리아 램버트 - 카탈리나 산디노 모레노 – 《기품있는 마리아》 - 마리아 알바레스 - 이멜다 스탠턴 – 《베라 드레이크》 - 베라 로즈 드레이크 - 케이트 윈슬렛 – 《이터널 선샤인》 - 클레멘틴 크루진스키 |
| 남우조연상 | 여우조연상 |
| - 모건 프리먼 – 《밀리언 달러 베이비》 - 에디 "스크럽-아이언" 더프리스 - 앨런 알다 – 《에비에이터》 - 오언 브루스터 - 토머스 헤이든 처치 – 《사이드웨이》 - 재키 콜 - 제이미 폭스 – 《콜래트럴》 - 맥스 드로셔 - 클라이브 오언 – 《클로저》 - 래리 그레이 | - 케이트 블란쳇 – 《에비에이터》 - 캐서린 헵번 - 로라 리니 – 《킨제이 보고서》 - 클라라 맥밀런 - 버지니아 매드슨 – 《사이드웨이》 - 마야 랜돌 - 소피 오코네도 – 《호텔 르완다》 - 타티아나 루세사바지나 - 나탈리 포트먼 – 《클로저》 - 앨리스 에이어스/제인 존스 |
| 각본상 | 각색상 |
| - 《이터널 선샤인》 – 찰리 코프먼, 미셸 공드리, 피에르 비스뮈트 - 《에비에이터》 – 존 로건 - 《호텔 르완다》 – 테리 조지, 케어 피어슨 - 《인크레더블》 – 브래드 버드 - 《베라 드레이크》 – 마이크 리 | - 《사이드웨이》 – 알렉산더 페인, 짐 테일러 - 렉스 피켓의 동명의 소설 - 《비포 선셋》 – 리처드 링클레이터, 줄리 델피, 이선 호크, 킴 크리잔 - 링클레이터와 크리잔의 영화 《비포 선라이즈》의 등장 인물 - 《네버랜드를 찾아서》 – 데이비드 매기 - 앨런 니의 희곡 《The Man Who Was Peter》 - 《밀리언 달러 베이비》 – 폴 해기스 - F.X. 툴리의 단편집 《불타는 로프 : 사각 링의 이야기들》 - 《모터싸이클 다이어리》 – 호세 리베라 - 알베르토 그라나도의 《Con el Che por America Latina》, 체 게바라의 《모터싸이클 다이어리》 |
| 장편 애니메이션 작품상 | 외국어 영화상 |
| - 《인크레더블》 – 브래드 버드 - 《샤크》 – 빌 다마스케 - 《슈렉 2》 – 앤드루 애덤슨 | - 《씨 인사이드》 (스페인) - 알레한드로 아메나바르 (스페인어, 갈리시아어, 카탈루냐어) - 《코러스》 (프랑스) - 크리스토프 바라티에 (프랑스어) - 《다운폴》 (독일) - 올리버 히르비겔 (독일어) - 《예스터데이》 (남아프리카 공화국) - 대럴 루트 (줄루어) - 《천국에 있는 것처럼》 (스웨덴) - 케이 폴락 (스웨덴어) |
| 장편 다큐멘터리 영화상 | 단편 다큐멘터리 영화상 |
| - 《꿈꾸는 카메라 - 사창가에서 태어나》 – 로스 코프먼, 자나 브리스키 - 《낙타의 눈물》 - 루이지 팔로르니, 비암바수렌 다바아 - 《슈퍼 사이즈 미》 — 모건 스펄록 - 《투팍 - 부활》 — 로렌 라진, 캐롤린 앨리 - 《트위스트 오브 페이스》 — 커비 딕, 에디 슈미트 | - 《마이티 타임스: 로자 박의 유산》 – 로버트 허드슨, 로버트 휴스턴 - 《Autism is a World 》 – 제러딘 위즈버그 - 《레닌그라드스키의 아이들》 – 헤나 폴락, 안드레이 첼린스키 - 《Hardwood》 – 휴버트 데이비스, 에린 페이스 영 - 《Sister Rose's Passion》 – 오렌 제코비, 스티브 칼라퍼 |
| 단편 영화상 | 단편 애니메이션 작품상 |
| - 《말벌》 – 앤드리아 아널드 - 《Everything in This Country Must》 – 개리 매켄드리 - 《Little Terrorist》 – 아쉬빈 쿠마르 - 《아침 7시 35분》 – 나초 비가론도 - 《주차장 어페어》 – 타이카 와이티티, 에인슬리 가디너 | - 《라이언》 – 크리스 랜드레스 - 《버스데이 보이》 – 박세종, 앤드루 그레고리 - 《고퍼 브로크》 – 제프 포울러, 팀 밀러 - 《가드 독》 – 빌 플림튼 - 《로렌조》 – 마이크 가브리엘, 베이크 블러드워스 |
| 음악상 | 주제가상 |
| - 《네버랜드를 찾아서》 – 얀 A. P. 카치마레크 - 《빌리지》 – 제임스 뉴턴 하워드 - 《패션 오브 크라이스트》 – 존 데브니 - 《해리 포터와 아즈카반의 죄수》 – 존 윌리엄스 - 《레모니 스니켓의 위험한 대결》 – 토마스 뉴먼 | - "Al otro lado del río" (《모터싸이클 다이어리》) – 호르헤 드렉슬러 - "Learn to Be Lonely" (《오페라의 유령》) – 앤드루 로이드 웨버, 찰스 하트 - "Believe" (《폴라 익스프레스》) – 글렌 발라드, 앨런 실베스트리 - "Look to Your Path" (《코러스》) – 브뤼노 쿨레, 크리스토프 바라티에 - "Accidentally in Love" (《슈렉 2》) – 애덤 듀리츠, 찰리 질링엄, 짐 보지오스, 데이비드 임머글뤼크, 맷 맬리, 데이비드 브리슨, 댄 비크리                                                                                               |
| 음향편집상 | 음향효과상 |
| - 《인크레더블》 – 마이클 실버스, 랜디 톰 - 《스파이더맨 2》 – 폴 N. J. 오토슨 - 《폴라 익스프레스》 – 랜디 톰, 데니스 리오나드 | - 《레이》 – 스콧 밀란, 그렉 오를로프, 밥 비머, 스티브 칸타메사 - 《인크레더블》 – 랜디 톰, 게리 리조, 닥 케인, 톰 플라이쉬먼, 페투르 하이덜 - 《에비에이터》 – 케빈 오코널, 그레그 P. 러셀, 제프리 J. 하버시, 조지프 가이싱어 - 《스파이더맨 2》 – 폴 메이시, 더그 헴필, 피터 컬랜드 - 《폴라 익스프레스》 – 랜디 톰, 톰 존슨, 데니스 S. 샌즈, 윌리엄 B. 캐플런 |
| 미술상 | 촬영상 |
| - 《에비에이터》 – 아트 디렉션:단테 페레티; 세트 데코레이션:프란체스카 로 스키아보 - 《인게이지먼트》 – 아트 디렉션, 세트 데코레이션:알렌 보네토 - 《오페라의 유령》 – 아트 디렉션:앤서니 프랫; 세트 데코레이션:실리어 보박 - 《네버랜드를 찾아서》 – 아트 디렉션:젬마 잭슨; 세트 데코레이션:트리샤 에드워즈 - 《레모니 스니켓의 위험한 대결》 – 아트 디렉션:릭 하인리츠; 세트 데코레이션:셰릴 카라식 | - 《에비에이터》 – 로버트 리처드슨 - 《인게이지먼트》 – 브뤼노 델보넬 - 《패션 오브 크라이스트》 – 케일러브 데이셔넬 - 《오페라의 유령》 – 존 매시슨 - 《연인》 – 자오 샤오딩 |
| 분장상 | 의상상 |
| - - 《레모니 스니켓의 위험한 대결》 - 발리 오라일리, 빌 코르소' - 《패션 오브 크라이스트》 – 키스 밴더란, 크리스티엔 팅슬리 - 《씨 인사이드》 – 조 앨런, 마놀로 가르시아 | - 《에비에이터》 – 샌디 포웰 - 《네버랜드를 찾아서》 – 알렉산드라 번 - 《트로이》 – 밥 링우드 - 《레모니 스니켓의 위험한 대결》 – 콜린 앳우드 - 《레이》 – 셰런 데이비스 |
| 편집상 | 시각효과상 |
| - 《에비에이터》 – 셀마 스쿤메이커 - 《콜래트럴》 – 짐 밀러, 폴 루벨 - 《밀리언 달러 베이비》 – 조엘 콕스 - 《네버랜드를 찾아서》 – 맷 체스 - 《레이》 – 폴 허시 | - 《스파이더맨 2》 – 존 다이크스트라, 스콧 스톡다이크, 앤서니 라몰리나라, 존 프레이저 - 《아이, 로봇》 – 존 넬슨, 앤드루 R. 존스, 에릭 내시, 조 레터리 - 《해리 포터와 아즈카반의 죄수》 – 로저 가이엣, 팀 버크, 존 리처드슨, 빌 조지 |

### 공로상
- 시드니 루멧 - 각본가, 연출자, 영화 예술에 대한 대단한 기여를 인정하여 수상되었다.[11]

### 진 허숄트 박애상
- 로저 메이어[12]

### 두개 이상의 후보작과 수상작
| 후보 | 영화                            |
| ---- | ------------------------------- |
| 11   | 《에비에이터》                  |
| 7    | 《네버랜드를 찾아서》           |
| 7    | 《밀리언 달러 베이비》          |
| 6    | 《레이》                        |
| 5    | 《사이드웨이》                  |
| 4    | 《인크레더블》                  |
| 4    | 《레모니 스니켓의 위험한 대결》 |
| 3    | 《호텔 르완다》                 |
| 3    | 《패션 오브 크라이스트》        |
| 3    | 《오페라의 유령》               |
| 3    | 《폴라 익스프레스》             |
| 3    | 《스파이더맨 2》                |
| 3    | 《베라 드레이크》               |
| 2    | 《코러스》                      |
| 2    | 《클로저》                      |
| 2    | 《콜래트럴》                    |
| 2    | 《이터널 선샤인》               |
| 2    | 《해리 포터와 아즈카반의 죄수》 |
| 2    | 《모터싸이클 다이어리》         |
| 2    | 《씨 인사이드》                 |
| 2    | 《슈렉 2》                      |
| 2    | 《인게이지먼트》                |

| 수상 | 영화                   |
| ---- | ---------------------- |
| 5    | 《에비에이터》         |
| 4    | 《밀리언 달러 베이비》 |
| 2    | 《인크레더블》         |
| 2    | 《레이》               |

## 발표자와 공연자
다음의 인물들은 시상식에서 상 발표나 음악 공연을 한 사람들이다.
| 이름                                            | 역할                                                                  |
| ----------------------------------------------- | --------------------------------------------------------------------- |
| 랜디 토머스                                     | 제77회 아카데미상 아나운서                                            |
| 할리 베리                                       | 미술상 발표자                                                         |
| 러네이 젤위거                                   | 남우조연상 발표자                                                     |
| 로빈 윌리엄스                                   | 장편 애니메이션 작품상 발표자                                         |
| 케이트 블란쳇                                   | 분장상 발표자                                                         |
| 드루 베리모어                                   | 주제가상 후보작 "Look To Your Path (Vois Sur Ton Chemin)" 공연 발표자 |
| 스칼렛 요한슨                                   | 아카데미 과학기술상, 고든 E. 소이어상 부분 발표자                     |
| 피어스 브로스넌, 에드나 모드 (브래드 버드 녹음) | 의상상 발표자                                                         |
| 팀 로빈스                                       | 여우조연상 발표자                                                     |
| 크리스 록                                       | 조니 카슨에게 바치는 헌사 발표자                                      |
| 리어나도 디캐프리오                             | 장편 다큐멘터리 영화상 발표자                                         |
| 올랜도 블룸, 커스틴 던스트                      | 편집상 발표자                                                         |
| 마이크 마이어스                                 | 주제가상 후보작 "Accidentally in Love" 공연 발표자                    |
| 애덤 샌들러                                     | 각색상 발표자                                                         |
| 제이크 질런홀, 장쯔이                           | 음향효과상 발표자                                                     |
| 프랭크 피어슨                                   | 발표자 알 파치노 소개자                                               |
| 알 파치노                                       | 시드니 루멧의 아카데미 공로상 발표자                                  |
| 에미 로섬                                       | 주제가상 후보작 "Learn to Be Lonely" 공연 발표자                      |
| 제러미 아이언스                                 | 단편 영화상 발표자                                                    |
| 로라 리니                                       | 단편 애니메이션 작품상 발표자                                         |
| 케이트 윈슬렛                                   | 촬영상 발표자                                                         |
| 페넬로페 크루스, 셀마 헤이엑                    | 음향효과상, 음향편집상 발표자                                         |
| 셀마 헤이엑                                     | 주제가상 후보작 "Al otro lado del río" 공연 발표자                    |
| 나탈리 포트만                                   | 단편 다큐멘터리 영화상 발표자                                         |
| 존 트라볼타                                     | 음악상 발표자                                                         |
| 마틴 스코세이지                                 | 로저 메이어의 진 허숄트 박애상 발표자                                 |
| 아네트 베닝                                     | 고인을 추모하며 부문 발표자                                           |
| 숀 콤스                                         | 주제가상 후보작 "Believe" 공연 발표자                                 |
| 프린스                                          | 주제가상 발표자                                                       |
| 숀 펜                                           | 여우주연상 발표자                                                     |
| 기네스 펠트로                                   | 외국어 영화상 발표자                                                  |
| 새뮤얼 L. 잭슨                                  | 각본상 발표자                                                         |
| 샤를리즈 테론                                   | 남우주연상 발표자                                                     |
| 줄리아 로버츠                                   | 감독상 발표자                                                         |
| 더스틴 호프먼, 바브라 스트라이샌드              | 작품상 발표자                                                         |

### 공연자
| 이름                                | 역할                   | 공연 곡                                                |
| ----------------------------------- | ---------------------- | ------------------------------------------------------ |
| 빌 콘티                             | 음악 편곡자이자 지휘자 | 오케스트라                                             |
| 아메리칸 소년 합창단, 비욘세 노울스 | 공연자                 | 《코러스》의 "Vois sur ton chemin (Look to Your Path)" |
| 카운팅 크로우스                     | 공연자                 | 《슈렉 2》의 "Accidentally in Love"                    |
| 비욘세 비욘세 노울스                | 공연자                 | 《오페라의 유령》의 "Learn to Be Lonely"               |
| 안토니오 반데라스, 카를로스 산타나  | 공연자                 | 《모터싸이클 다이어리》의 "Al otro lado del rio"       |
| 요요 마                             | 공연자                 | 고인을 추모하며 부문 동안 연주자                       |
| 조시 그로번, 비욘세 노울스          | 공연자                 | 《폴라 익스프레스》의 "Believe"                        |

## 같이 보기
- 제11회 미국 배우 조합상
- 제25회 골든 래즈베리상
- 제57회 프라임타임 에미상
- 제58회 영국 아카데미 영화상
- 제62회 골든 글로브상